# Козино-Нефедьевский сельсовет
Козино-Нефедьевский сельсовет — упразднённая административно-территориальная единица, существовавшая на территории Московской области в 1929—1954 годах.
Козино-Нефедьевский сельсовет был образован в 1929 году в составе Воскресенского района Московского округа Московской области путём объединения Козинского и Нефедьевского сельсоветов бывшей Еремеевской волости Звенигородского уезда Московской губернии.
30 октября 1930 года Воскресенский район был переименован в Истринский район.
13 декабря 1938 года к Козино-Нефедьевскому с/с было присоединено селение Желябино упразднённого Нахабинского с/с.
17 июля 1939 года к Козино-Нефедьевскому с/с были присоединены Надовражинский с/с (селения Дедово, Надовражино, Петровское и Турово), а также селение Хованское упразднённого Еремеевского с/с
14 июня 1954 года Козино-Нефедьевский с/с был упразднён, а его территория передана в Ленинский с/с.